# Radowec

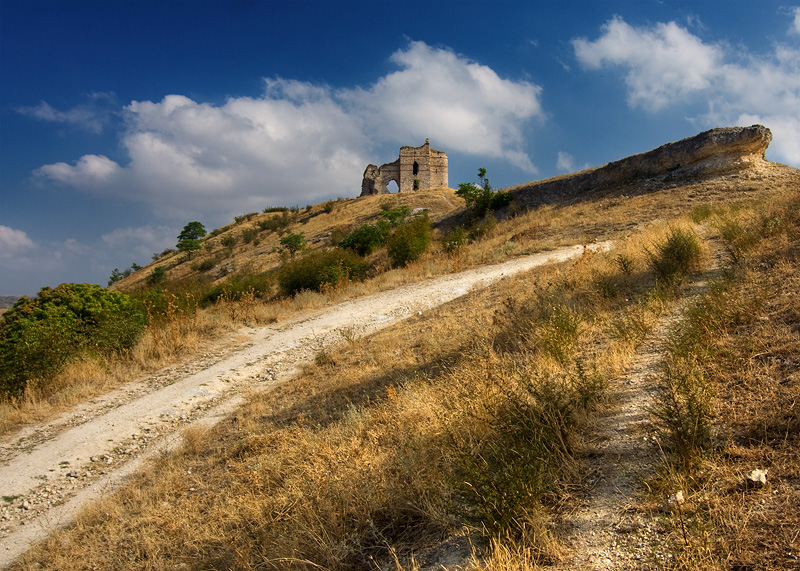
Twierdza Bukełon

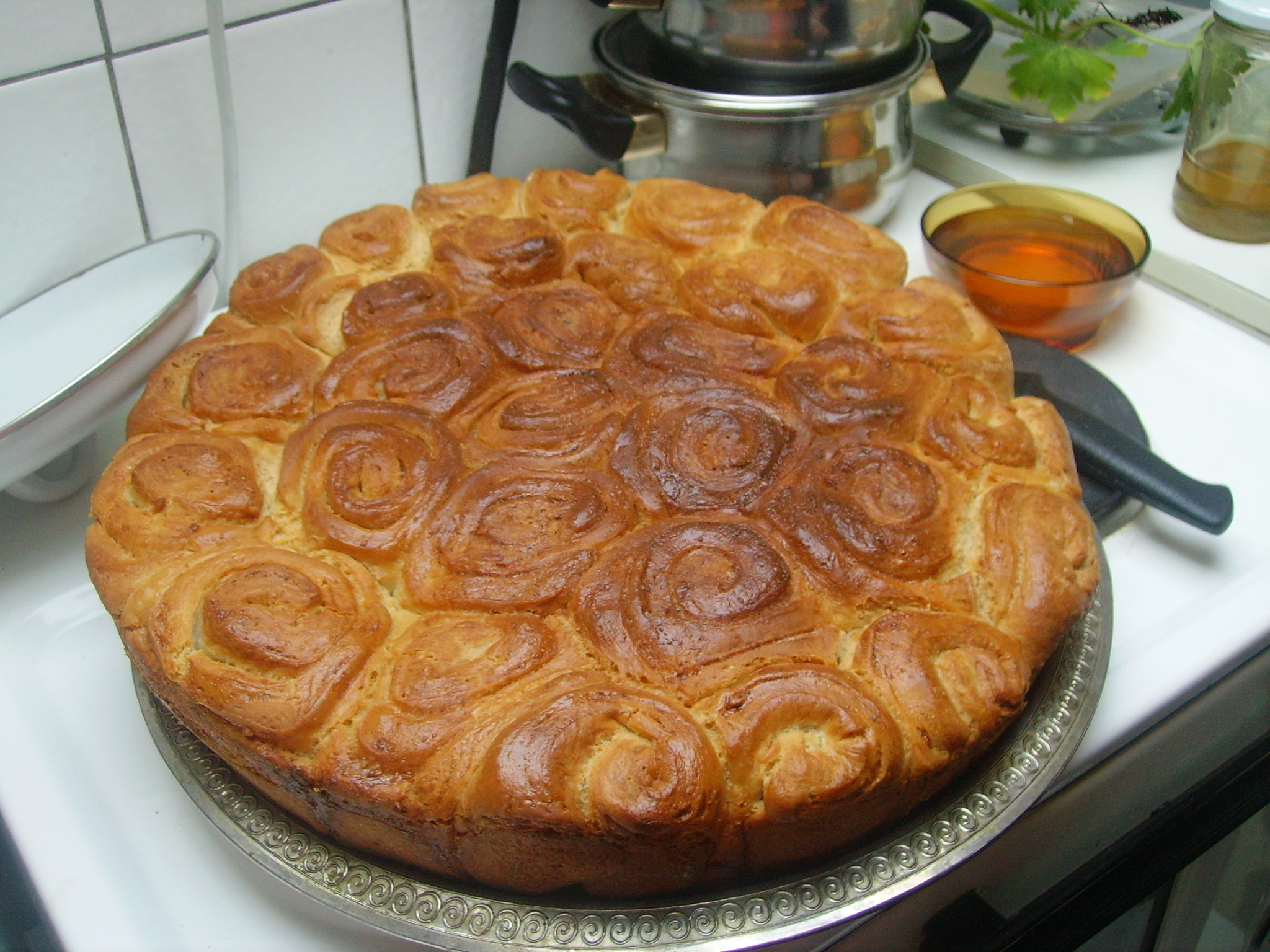
Sakarska banica

Radowec (bułg. Радовец) – wieś w południowej Bułgarii, w obwodzie Chaskowo, w gminie Topołowgrad.

## Historia
W okolicy Radowca zamieszkiwali m.in. Odrysowie, Frygijczycy oraz Celtowie. Rejon ten znajdował się w granicach cesarstwa rzymskiego, a następnie cesarstwa Bizantyjskiego. W późniejszym okresie obszar dzisiejszego Radowca wszedł pod panowanie Protobułgarów za sprawą Terweła, a dalej rejon ten był jeszcze pod panowaniem Kardama i Kruma. W 1373 roku tereny te znalazły się pod kontrolą imperium osmańskiego. Wioska była zamieszkiwana przez Tatarów i nosiła nazwę Tatarkjoj. Po wyzwoleniu od imperium osmańskiego 10 lipca 1899 roku nazwę miejscowości zmieniono na Konstantinowo, a 11 stycznia 1950 roku miejscowość przemianowano na Radowec.

## Turystyka
Najważniejszym zabytkiem architektoniczym wsi jest położona na wzgórzu twierdza Bukełon z XII wieku.
Opodal Radowca znajduje się także wąwóz rzeki Tundża będący pod ochroną przyrodniczą oraz grodzisko i cztery tumulusy trackie.

## Gospodarka
Gospodarka wsi opiera się na uprawie tytoniu i winorośli.

## Instytucje
Radowec posiada mały ratusz. We wsi znajduje się biblioteka „Wasyl Lewski”, a także przedszkole, poczta, posterunek policji oraz hospicjum dla umysłwo chorych.

## Kulinaria
Najbardziej znane dania lokalnej kuchni to: gjuzlumi, katmi, banica, jaja na papierze oraz trachana.